# The Invisible Band
The Invisible Band é o terceiro álbum de estúdio da banda escocesa de rock Travis, lançado em junho de 2001, com produção musical de Nigel Godrich.
O disco foi bem recebido pela crítica e ficou no topo das paradas britânicas durante quatro semanas consecutivas. A música "Sing", até hoje, é o maior sucesso da banda.

## Faixas
Todas as faixas escritas e compostas por Fran Healy. 
| N.º | Título                        | Duração |  |
| 1.  | "Sing"                        | 3:48    |  |
| 2.  | "Dear Diary"                  | 2:57    |  |
| 3.  | "Side"                        | 3:59    |  |
| 4.  | "Pipe Dreams"                 | 4:05    |  |
| 5.  | "Flowers in the Window"       | 3:41    |  |
| 6.  | "The Cage"                    | 3:05    |  |
| 7.  | "Safe"                        | 4:23    |  |
| 8.  | "Follow the Light"            | 3:08    |  |
| 9.  | "Last Train"                  | 3:16    |  |
| 10. | "Afterglow"                   | 4:05    |  |
| 11. | "Indefinitely"                | 3:52    |  |
| 12. | "The Humpty Dumpty Love Song" | 5:02    |  |